# Tramlijn F (Straatsburg)
Lijn F van de tram van Straatsburg is een tramlijn in de agglomeratie van Straatsburg uitgebaat door de Compagnie des transports strasbourgeois. Na de trajectverlegging van 29 augustus 2020 met het nieuwe tramtracé tot de nieuwe terminus Comtes in de wijk Koenigshoffen telt de lijn 12 stations en loopt van Comtes naar Place d'Islande via Homme de Fer.

## Geschiedenis
- 17 september 2010 
 Het stadsvervoersbedrijf van Straatsburg besluit niet om het traject Elsau — Place d'Islande te gebruiken voor de toekomstige Tram-train Strasbourg - Bruche - Piémont des Vosges. In de plaats daarvan gaat men ervan uit dat de lijn als trammodus gaat lopen tussen Place de la Gare (nu het bovengrondse station station Strasbourg-Ville van lijn C) en Robertsau Boecklin, met aftakking naar Place d'Islande.
- 28 november 2010 
 Met een dag vertraging als gevolg van een staking wordt lijn F van de Straatsburgse tram in gebruik genomen. Tussen Elsau en Alt Winmarik neemt de lijn de route van lijn C, welke sindsdien naar station Strasbourg-Ville gaat na halte Homme de Fer. De lijn telt bij opening 13 stations en loopt van Elsau naar Place d'Islande via het tot 2007 centrale overstapstation Homme de Fer.
- 17 augustus 2020 
 In de aanloop naar de trajectverlegging van lijn F wordt de lijn tijdelijk in het westelijk deel van het traject beperkt tot de halte Fauburg National.
- 29 augustus 2020 
 Een nieuw traject op een nieuw aangelegde trambedding wordt in gebruik genomen van de halte Comtes in de wijk Koenigshoffen tot Fauburg National. Het oude traject, gedeeld met lijn B tot de halte Elsau wordt niet meer bediend. Het traject heeft drie nieuwe haltes, van west naar oost, Comtes, Parc des Romains en Porte Blanche.

## Reistijden
De reistijden vanaf Comtes zijn:
- Fauburg National in 6 minuten
- Homme de Fer in 10 minuten
- République in 13 minuten
- Place d'Islande in 19 minuten

## Exploitatie
Tramlijn F wordt geëxploiteerd tussen half vijf 's ochtends en half een 's nachts van maandag t/m zaterdag en tussen half zes en half een op zon-en feestdagen. De lijn rijdt niet op 1 mei. Van zeven uur 's ochtends tot zeven uur 's avonds rijdt er van maandag t/m zaterdag elke negen tot elf minuten een tram, op andere momenten elke vijftien minuten.

## Toekomst
Een verlenging van Comtes naar de wijk Wolfisheim met in Potteries aansluiting op lijn D is in aanleg en wordt naar verwachting in 2025 geopend.